# Тук-тук (мультфильм)
«Тук-тук» — рисованный мультипликационный фильм для взрослых 1993 года.

## Сюжет
Таинственный стук в один миг разрушает привычную жизнь, которую ведут четыре одиноких спокойных человека.

## Создатели
| режиссёр                    | Константин Бронзит                     |
| сценарист                   | Константин Бронзит                     |
| аниматор                    | Константин Бронзит                     |
| композиторы                 | Валентин Васенков, Александр Боярский  |
| оператор                    | Ирина Ершова                           |
| продюсеры                   | Александр Татарский, Анатолий Прохоров |
| звукооператор               | Владимир Орёл                          |
| художественный руководитель | Александр Татарский                    |
| монтажёр                    | Нора Дунаевская                        |

## Награды
- МКФ славянских и православных народов «Золотой Витязь» — Приз «Серебряный Витязь» за лучший анимационный фильм